# Хафти
Хафти (Hafthi, др.-сканд. Hafþi) — согласно Гутасаге  был сыном Тьяльфи, первооткрывателя острова Готланд. Хафти женился на Хвитастьерне или Витастьерне и имел троих детей: Грайпа, Гаута и Гунфьяуна, предков геатов, которые разделили территорию острова на три части до великого переселения готов на юг.